# Štefan Čambal
Štefan Čambal (Bratislava, 17 dicembre 1908 – 18 luglio 1990) è stato un allenatore di calcio e calciatore cecoslovacco, di ruolo centrocampista.
Durante il Mondiale 1934 era ritenuto tra i giocatori più famosi della propria nazionale.

## Palmarès

### Giocatore
- Campionato ceco: 3

Slavia Praga: 1932-1933, 1933-1934, 1934-1935

### Allenatore
- Coppa della Repubblica Ceca: 1

Sparta Praga: 1975-1976